# Mistrzostwa Świata w Kolarstwie Torowym 1966
Mistrzostwa Świata w Kolarstwie Torowym 1966 – 63. edycja mistrzostw świata w kolarstwie torowym, która odbyła się w zachodnioniemieckim Frankfurcie. W programie mistrzostw zostały wszystkie dotychczasowe konkurencje: sprint i wyścig na dochodzenie dla kobiet oraz sprint, wyścig na dochodzenie, wyścig ze startu zatrzymanego zarówno dla zawodowców jak i amatorów, a także wyścig drużynowy na dochodzenie zawodowców dla mężczyzn. Ponadto wprowadzono dwie nowe konkurencje: wyścig tandemów oraz wyścig na 1000 m mężczyzn.

## Medaliści

### Kobiety
| Konkurencja                        | Złoto            | Srebro           | Brąz             |
| ---------------------------------- | ---------------- | ---------------- | ---------------- |
| Sprint indywidualny                | Irina Kiriczenko | Walentina Sawina | Heidi Blobner    |
| Wyścig indywidualny na dochodzenie | Beryl Burton     | Yvonne Reynders  | Hannelore Mattig |

### Mężczyźni
| Konkurencja                                   | Złoto                                                                          | Srebro                                                                | Brąz                                                                         |
| --------------------------------------------- | ------------------------------------------------------------------------------ | --------------------------------------------------------------------- | ---------------------------------------------------------------------------- |
| Sprint indywidualny amatorów                  | Daniel Morelon                                                                 | Pierre Trentin                                                        | Omar Pchakadze                                                               |
| Wyścig indywidualny na dochodzenie amatorów   | Tiemen Groen                                                                   | Jiří Daler                                                            | Giorgio Ursi                                                                 |
| Wyścig ze startu zatrzymanego amatorów        | Piet de Wit                                                                    | Bert Romijn                                                           | Christian Giscos                                                             |
| Sprint indywidualny zawodowców                | Giuseppe Beghetto                                                              | Ron Baensch                                                           | Sante Gaiardoni                                                              |
| Wyścig indywidualny na dochodzenie zawodowców | Leandro Faggin                                                                 | Ferdinand Bracke                                                      | Dieter Kemper                                                                |
| Wyścig ze startu zatrzymanego zawodowców      | Romain De Loof                                                                 | Ehrenfried Rudolph                                                    | Leo Proost                                                                   |
| Wyścig drużynowy na dochodzenie               | Włochy · Cipriano Chemello · Antonio Castello · Luigi Roncaglia · Gino Pancino | RFN · Karl-Heinz Henrichs · Herbert Honz · Jürgen Kissner · Karl Link | ZSRR · Wiktor Bykow · Michaił Koljuszow · Stanisław Moskwin · Leonid Wukołow |
| Wyścig na 1000 m                              | Pierre Trentin                                                                 | Paul Seye                                                             | Frans Van Den Ruit                                                           |
| Tandemy                                       | Francja · Daniel Morelon · Pierre Trentin                                      | RFN · Klaus Kobusch · Martin Stenzel                                  | Włochy · Walter Gorini · Giordano Turrini                                    |

## Klasyfikacja medalowa
| Miejsce | Państwo         |   |   |   | Razem |
| ------- | --------------- | - | - | - | ----- |
| 1.      | Francja         | 3 | 1 | 1 | 5     |
| 2.      | Włochy          | 3 | 0 | 3 | 6     |
| 3.      | Holandia        | 2 | 1 | 1 | 4     |
| 4.      | Belgia          | 1 | 3 | 1 | 5     |
| 5.      | ZSRR            | 1 | 1 | 2 | 4     |
| 6.      | Wielka Brytania | 1 | 0 | 0 | 1     |
| 7.      | RFN             | 0 | 3 | 1 | 4     |
| 8.      | Australia       | 0 | 1 | 0 | 1     |
|         | Czechosłowacja  | 0 | 1 | 0 | 1     |
| 10.     | NRD             | 0 | 0 | 2 | 2     |